# 習
習（しゅう）は漢姓の一つ。『百家姓』の332番目の姓である。2020年の中華人民共和国の統計では人数順の上位100姓に入っておらず、台湾の2018年の統計では508番目に多い姓で、130人がいる。

## 著名な人物
- 習禎 - 後漢末期から三国時代の蜀漢の政治家。
- 習鑿歯 - 東晋の歴史家。
- 習仲勲 - 中華人民共和国の政治家。
- 習近平 - 中華人民共和国の政治家、中国共産党の総書記、習仲勲の子。
- 習遠平 - 中華人民共和国の政治家、習仲勲の子。